# 天主教阿瓜里科宗座代牧區
天主教阿瓜里科宗座代牧區（拉丁語：Vicariatus Apostolicus Aguaricoënsis）是厄瓜多爾一個羅馬天主教宗座代牧區。
1953年11月16日設宗座監牧區，1984年7月2日升為代牧區。
代牧區位於納波省東部。2010年有教友111,000人（佔轄區總人口82.9%）、十二個堂區、十七名司鐸。現任宗座代牧為赫蘇斯·斯德望·薩達瓦·佩雷茲。